# Ruchanki

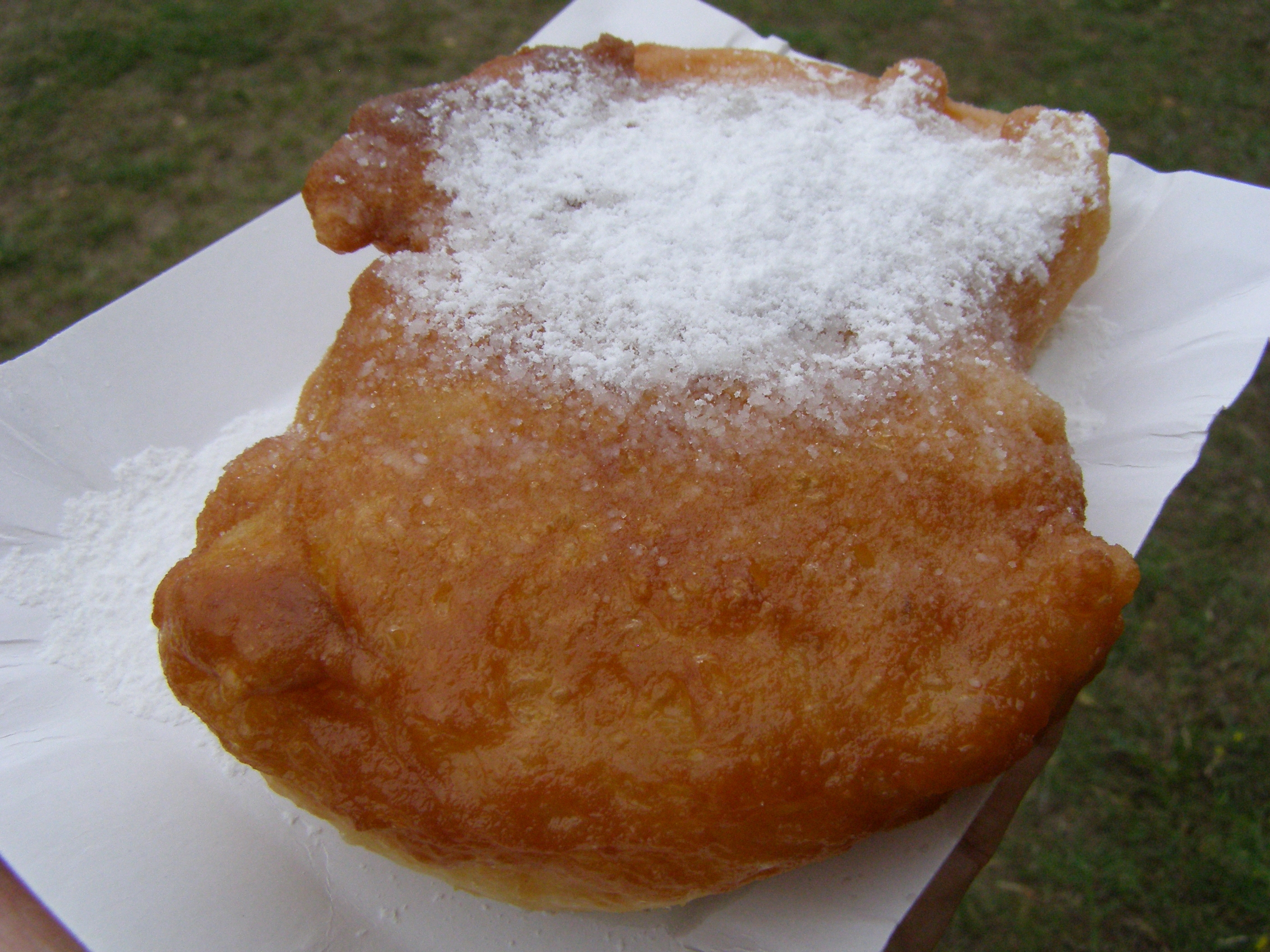
Ruchanka (Jarmark Wdzydzki)

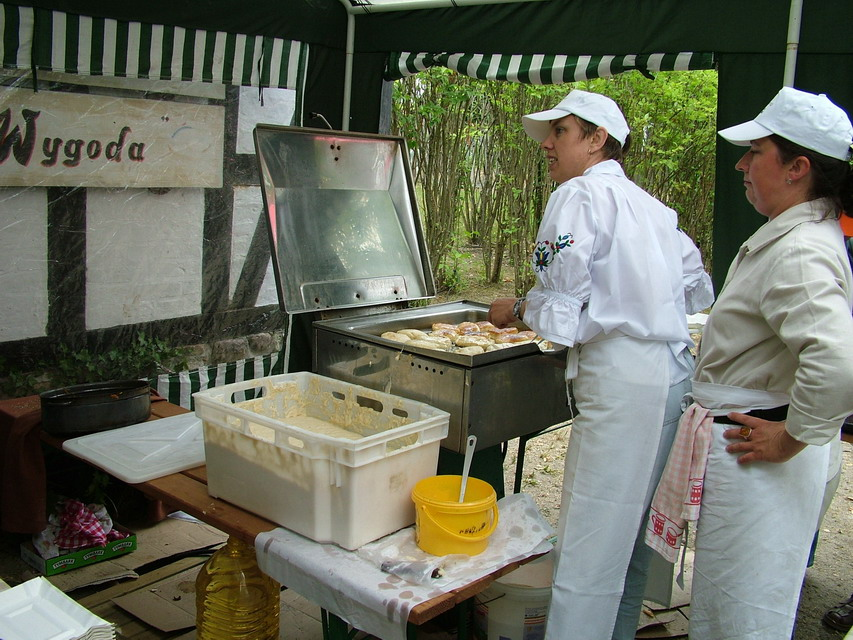
Ruchanki w trakcie smażenia (Jarmark Wdzydzki)

Ruchanki (l.poj. ruchanka; kaszub. ruchôcze, także: ruchancie) – płaskie, owalne racuszki z ciasta chlebowego (co daje smak lekko kwaśny) lub drożdżowego (smak słodkawy), smażone na gorącym tłuszczu.
Pierwotnie ruchanki sporządzano z resztek ciasta pozostałego po wypieku chleba. Wersję z ciasta chlebowego spożywano także m.in. na śniadanie zamiast chleba. Ruchanki z mąki pszennej i drożdży przygotowywano natomiast w czasie karnawału. Podaje się je na ciepło, posypane cukrem pudrem lub kryształem. Na Kaszubach podaje się je z jabłkiem.
Ruchanki wpisane są na Listę produktów tradycyjnych województwa pomorskiego. Lista ta przyjmuje, że wartość średnicy gotowych racuszków powinna wynosić 5–7 cm a ich grubość ok. 0,5 cm.
Inną słodką przekąską przyrządzaną zwyczajowo z resztek ciasta chlebowego są kukle; na Liście produktów tradycyjnych figurują kukle kaszubskie.